# 296
296 (CCXCVI) var ett skottår som började en onsdag i den julianska kalendern.

## Händelser

### Juni
- 30 juni – Sedan Gajus har avlidit den 22 april väljs Marcellinus till påve.[1]

### Okänt datum
- Galerius besegras av perserna under Narses utanför Ktesifon.
- Maximianus pacifiserar området vid Donau.
- Constantius Chlorus och Asclepiodotus återerövrar Britannien från usurpatorn Allectus och återbördar det därmed till Romarriket.

## Avlidna
- 22 april – Gajus, kristet helgon, påve sedan 283
- Allectus, romersk usurpator